# Championnat d'Angleterre de football 1950-1951
Navigation
Édition précédente Édition suivante
La 52e édition du championnat d'Angleterre de football est remportée par Tottenham Hotspur. Le club  londonien remporte le titre de champion dès son accession en première division.
Tottenham termine avec 4 points d’avance sur le deuxième, Manchester United, et 10 sur le troisième, Blackpool FC.
Le système de promotion/relégation reste en place : descente et montée automatique, sans matchs de barrage pour les deux derniers de première division et les deux premiers de deuxième division. À la fin de la saison, Sheffield Wednesday et Everton FC sont relégués en deuxième division.
Le meilleur buteur de cette saison est l'attaquant de Blackpool FC, Stan Mortensen, avec 30 réalisations.

## Les clubs de l'édition 1950-1951
| Club                                  | Ville               |
| ------------------------------------- | ------------------- |
| Arsenal Football Club                 | Londres             |
| Aston Villa Football Club             | Birmingham          |
| Blackpool Football Club               | Blackpool           |
| Bolton Wanderers Football Club        | Bolton              |
| Burnley Football Club                 | Burnley             |
| Charlton Athletic Football Club       | Londres             |
| Chelsea Football Club                 | Londres             |
| Derby County Football Club            | Blackburn           |
| Everton Football Club                 | Liverpool           |
| Fulham Football Club                  | Londres             |
| Huddersfield Town Football Club       | Huddersfield        |
| Liverpool Football Club               | Liverpool           |
| Manchester United Football Club       | Manchester          |
| Middlesbrough Football Club           | Middlesbrough       |
| Newcastle United Football Club        | Newcastle upon Tyne |
| Portsmouth Football Club              | Portsmouth          |
| Sheffield Wednesday Football Club     | Sheffield           |
| Stoke City Football Club              | Stoke-on-Trent      |
| Sunderland Association Football Club  | Sunderland          |
| Tottenham Hotspur Football Club       | Londres             |
| West Bromwich Albion Football Club    | Birmingham          |
| Wolverhampton Wanderers Football Club | Wolverhampton       |

## Classement
| Rang | Équipe                  | Pts | J  | G  | N  | P  | Bp | Bc | Diff |
| ---- | ----------------------- | --- | -- | -- | -- | -- | -- | -- | ---- |
| 1    | Tottenham Hotspur       | 60  | 42 | 25 | 10 | 7  | 82 | 44 | +38  |
| 2    | Manchester United       | 56  | 42 | 24 | 8  | 10 | 74 | 40 | +34  |
| 3    | Blackpool FC            | 50  | 42 | 20 | 20 | 12 | 79 | 53 | +26  |
| 4    | Newcastle United        | 49  | 42 | 18 | 13 | 11 | 62 | 53 | +9   |
| 5    | Arsenal FC              | 47  | 42 | 19 | 9  | 14 | 73 | 56 | +17  |
| 6    | Middlesbrough FC        | 47  | 42 | 18 | 11 | 13 | 76 | 65 | +11  |
| 7    | Portsmouth FC           | 47  | 42 | 16 | 15 | 11 | 71 | 68 | +3   |
| 8    | Bolton Wanderers        | 45  | 42 | 19 | 6  | 17 | 64 | 61 | +3   |
| 9    | Liverpool FC            | 43  | 42 | 16 | 11 | 15 | 53 | 59 | -6   |
| 10   | Burnley FC              | 42  | 42 | 14 | 14 | 14 | 48 | 43 | +5   |
| 11   | Derby County            | 40  | 42 | 16 | 8  | 18 | 81 | 75 | +6   |
| 12   | Sunderland AFC          | 40  | 42 | 12 | 16 | 14 | 63 | 73 | -10  |
| 13   | Stoke City              | 40  | 42 | 13 | 14 | 15 | 50 | 59 | -9   |
| 14   | Wolverhampton Wanderers | 38  | 42 | 15 | 8  | 19 | 74 | 61 | +13  |
| 15   | Aston Villa             | 37  | 42 | 13 | 12 | 17 | 66 | 68 | -2   |
| 16   | West Bromwich Albion    | 37  | 42 | 13 | 11 | 18 | 53 | 61 | -8   |
| 17   | Charlton Athletic       | 37  | 42 | 14 | 9  | 19 | 63 | 80 | -17  |
| 18   | Fulham FC               | 37  | 42 | 13 | 11 | 18 | 52 | 68 | -16  |
| 19   | Huddersfield Town       | 36  | 42 | 15 | 6  | 21 | 64 | 92 | -28  |
| 20   | Chelsea FC              | 32  | 42 | 12 | 8  | 22 | 53 | 65 | -12  |
| 21   | Sheffield Wednesday     | 32  | 42 | 12 | 8  | 22 | 64 | 83 | -19  |
| 22   | Everton FC              | 32  | 42 | 12 | 8  | 22 | 48 | 86 | -38  |

|  | Champion d'Angleterre |
|  | Relégation            |

## Statistiques

### Affluences
| #  | Club                    | Stade                   | Affluence moyenne sur la saison | Variation |
| -- | ----------------------- | ----------------------- | ------------------------------- | --------- |
| 1  | Tottenham Hotspur       | White Hart Lane         | 55 509                          | D2        |
| 2  | Arsenal FC              | Highbury                | 50 474                          | +8,6 %    |
| 3  | Newcastle United        | St James' Park          | 46 651                          | +0,4 %    |
| 4  | Everton FC              | Goodison Park           | 42 924                          | - 2,3 %   |
| 5  | Sheffield Wednesday     | Hillsborough            | 41 222                          | D2        |
| 6  | Sunderland              | Roker Park              | 39 766                          | -16,8 %   |
| 7  | Chelsea FC              | Stamford Bridge         | 39 667                          | - 6,1 %   |
| 8  | Wolverhampton Wanderers | Molineux Stadium        | 39 616                          | -12,9 %   |
| 9  | Manchester United       | Old Trafford            | 39 008                          | - 9,9 %   |
| 10 | Aston Villa             | Villa Park              | 38 369                          | - 10,1 %  |
| 11 | Liverpool FC            | Anfield                 | 39 294                          | -16,4 %   |
| 12 | Middlesbrough           | Ayresome Park           | 36 123                          | + 2,0 %   |
| 13 | Fulham                  | Burnden Park            | 33 142                          | +11,2 %   |
| 14 | Portsmouth              | Fratton Park            | 32 794                          | -11,4 %   |
| 15 | West Bromwich Albion    | The Hawthorns           | 30 957                          | - 20,4 %  |
| 16 | Fulham                  | Craven Cottage          | 30 527                          | - 7,6 %   |
| 17 | Charlton Athletic       | The Valley              | 29 293                          | - 15,3 %  |
| 18 | Burnley                 | Turf Moor               | 28 296                          | + 2,4 %   |
| 19 | Huddersfield Town       | Alfred McAlpine Stadium | 27 141                          | + 15,3 %  |
| 20 | Stoke City              | Victoria Ground         | 25 791                          | - 5,2 %   |
| 21 | Blackpool               | Bloomfield Road         | 25 595                          | - 2,8 %   |
| 22 | Derby County            | Baseball Ground         | 23 259                          | - 11,5 %  |

### Meilleur buteur
- Stan Mortensen, Blackpool FC, avec 30 buts

## Bilan de la saison
| Tableau d'Honneur                    |                                 |
| Compétition                          | Vainqueur                       |
| Championnat d'Angleterre de football | Tottenham Hotspur               |
| Coupe d'Angleterre de football       | Newcastle United                |
| Charity Shield                       | équipe d'Angleterre de football |

| Promotions et relégations |                                   |
| Promus                    | Preston North End Manchester City |
| Relégués                  | Sheffield Wednesday Everton FC    |